# Necydalis fujianensis
Necydalis fujianensis là một loài bọ cánh cứng trong họ Cerambycidae.